# Maja Ingold
Maja Ingold, née le 23 mai 1948 à Winterthour, est une personnalité politique suisse, membre du parti évangélique suisse et conseillère nationale de 2010 à 2017.

## Biographie
Grandissant à Winterthour, elle fréquente la Kantonsschule im Lee. Elle suit une formation d'enseignante, et une formation complémentaire d'accompagnement à la dyslexie. Elle enseigne ensuite au niveau primaire.
Elle est mariée et mère de trois enfants.

## Parcours politique
En 1997, elle est élue au législatif de la commune de Winterthour, place qu'elle conservera jusqu'en 2002. Elle participe en parallèle à l'assemblée constituante du canton de Zurich de 2000 à 2002. En mai de cette année, elle est élue au conseil communal (exécutif) de sa commune. Elle s'occupe du département des affaires sociales, jusqu'en 2010.
Elle reprend le siège de Ruedi Aeschbacher qui se retire du Conseil national en 2010. C'est la première femme membre du parti évangéliste à siéger au Conseil national. Elle siège notamment dans la commission de la sécurité sociale et de la santé publique, mais aussi dans la commission de gestion et la commission des affaires juridiques. Elle est à nouveau élue lors des élections fédérales de 2011 et de 2015.
Elle se retire du Conseil national en novembre 2017. Elle est remplacée par Niklaus-Samuel Gugger.